# Отдельный батальон специального назначения «Дельта»
Отде́льный батальо́н специа́льного назначе́ния «Де́льта» (полное название — Ордена Почёта Отдельный батальон специального назначения Министерства Государственной Безопасности Приднестровской Молдавской Республики «Дельта») — специальный батальон, сформированный весной 1992 года в Тирасполе, в настоящее время подчинённый непосредственно МГБ Приднестровья. Зачислен в резерв Главнокомандующего вооружёнными силами Приднестровья, в настоящее время выполняет задачи по охране границ ПМР и борьбе с терроризмом.
Батальон был сформирован указом президента Игоря Смирнова № 82 от 31 марта 1992 года, в разгар приднестровского конфликта. 25 мая того же года батальон был передан под юрисдикцию Управления безопасности ПМР, а с 19 по 21 июня батальон «Дельта» участвовал в сражении в Бендерах. В частности, силами батальона были вытеснены молдавские войска с моста через Днестр, а также взят плацдарм у Бендерской крепости.
4 апреля 1997 года батальон «Дельта» указом главы ПМР был награждён Орденом Почёта.
В 2012 году батальон «Дельта» реорганизован в Центр специальных операций «Восток» МГБ ПМР.